# Стокгольм (Вісконсин)
Стокгольм (англ. Stockholm) — селище (англ. village) в США, в окрузі Пепін штату Вісконсин. Населення — 78 осіб (2020).

## Географія
Стокгольм розташований за координатами 44°29′27″ пн. ш. 92°16′20″ зх. д. / 44.49083° пн. ш. 92.27222° зх. д. (44.490867, -92.272191).  За даними Бюро перепису населення США в 2010 році селище мало площу 2,42 км², з яких 2,33 км² — суходіл та 0,09 км² — водойми.

## Демографія
Згідно з переписом 2010 року, у селищі мешкало 66 осіб у 36 домогосподарствах у складі 21 родини. Густота населення становила 27 осіб/км².  Було 88 помешкань (36/км²).
Расовий склад населення:
| - 100,0 % — білих |

До двох чи більше рас належало 0,0 %. Частка іспаномовних становила 0,0 % від усіх жителів.
За віковим діапазоном населення розподілялося таким чином: 9,1 % — особи молодші 18 років, 62,1 % — особи у віці 18—64 років, 28,8 % — особи у віці 65 років та старші. Медіана віку мешканця становила 59,3 року. На 100 осіб жіночої статі у селищі припадало 112,9 чоловіків;  на 100 жінок у віці від 18 років та старших — 114,3 чоловіків також старших 18 років.
Середній дохід на одне домашнє господарство  становив 65 889 доларів США (медіана — 36 786), а середній дохід на одну сім'ю — 70 533 долари (медіана — 70 625). За межею бідності перебувало 16,7 % осіб, у тому числі 40,0 % дітей у віці до 18 років та 5,0 % осіб у віці 65 років та старших.
Цивільне працевлаштоване населення становило 33 особи. Основні галузі зайнятості: освіта, охорона здоров'я та соціальна допомога — 30,3 %, транспорт — 15,2 %, оптова торгівля — 15,2 %.